# Никола Андреев (офицер)
Вижте пояснителната страница за други личности с името Никола Андреев.
Никола Колев Андреев е български офицер, загинал в боевете край Одрин през Балканската война 1912 г.

## Биография
Капитан Андреев е роден на 30 март 1876 година в Стара Загора. Като офицери служи в 10-и пехотен родопски полк и 51-ви пехотен полк. На 6 октомври 1912 г. през Балканската война частта му пленява цяла турска батарея (12 оръдия) край гара Кадъкьой (днес село Дикея край Орестиада, Гърция). Капитан Никола Андреев проявява голяма храброст в боя и пада убит в ръкопашен бой с противника.  

## Военни звания
- Подпоручик (1898)
- Поручик (2 май 1902)
- Капитан (18 май 1906)

## Памет
В 1934 година в негова чест село Вирантеке е наречено Капитан Андреево.
На него е кръстена и ул. „Капитан Андреев“ в столицата.